# Toronto Stock Exchange
Die Toronto Stock Exchange (TSX) ist Kanadas größte Börse, die drittgrößte Börse in Nordamerika und die sechstgrößte Börse der Welt. Sie wird von dem Unternehmen TMX Group betrieben. Eine große Anzahl von Unternehmen aus Kanada, den Vereinigten Staaten und anderen Ländern sind an Torontos Börse gelistet. Die TSX hat ihren Sitz im 1981 erbauten Exchange Tower im Financial District von Toronto und hat weitere Standorte in Montreal, Winnipeg, Calgary und Vancouver. Leitindizes sind der S&P/TSX 60 und der S&P/TSX Composite Index.
Die frühere Bezeichnung lautete TSE, als Abkürzung für Toronto Stock Exchange. Diese wurde aber zugunsten von TSX aufgegeben. TSE wird gegenwärtig von der Tokyo Stock Exchange verwendet.
Die Marktkapitalisierung aller am Toronto Stock Exchange gelisteten Unternehmen betrug im Dezember 2023 3,09 Billionen US-Dollar, womit sie nach Marktkapitalisierung die zehntgrößte Börse der Welt ist.

## Geschichte der Börse
Die Börse Torontos entstand wahrscheinlich aus der Association of Brokers heraus, einer am 26. Juli 1852 gegründeten Vereinigung von Börsenmaklern. Von den Transaktionen dieser Vereinigung sind keine Aufzeichnungen erhalten geblieben. Am 25. Oktober 1861 trafen sich 24 Geschäftsleute im Gebäude der Freimaurerloge und gründeten die Toronto Stock Exchange. Durch ein 1878 von der Legislativversammlung von Ontario erlassenes Gesetz erhielt die Börse offiziellen Status.

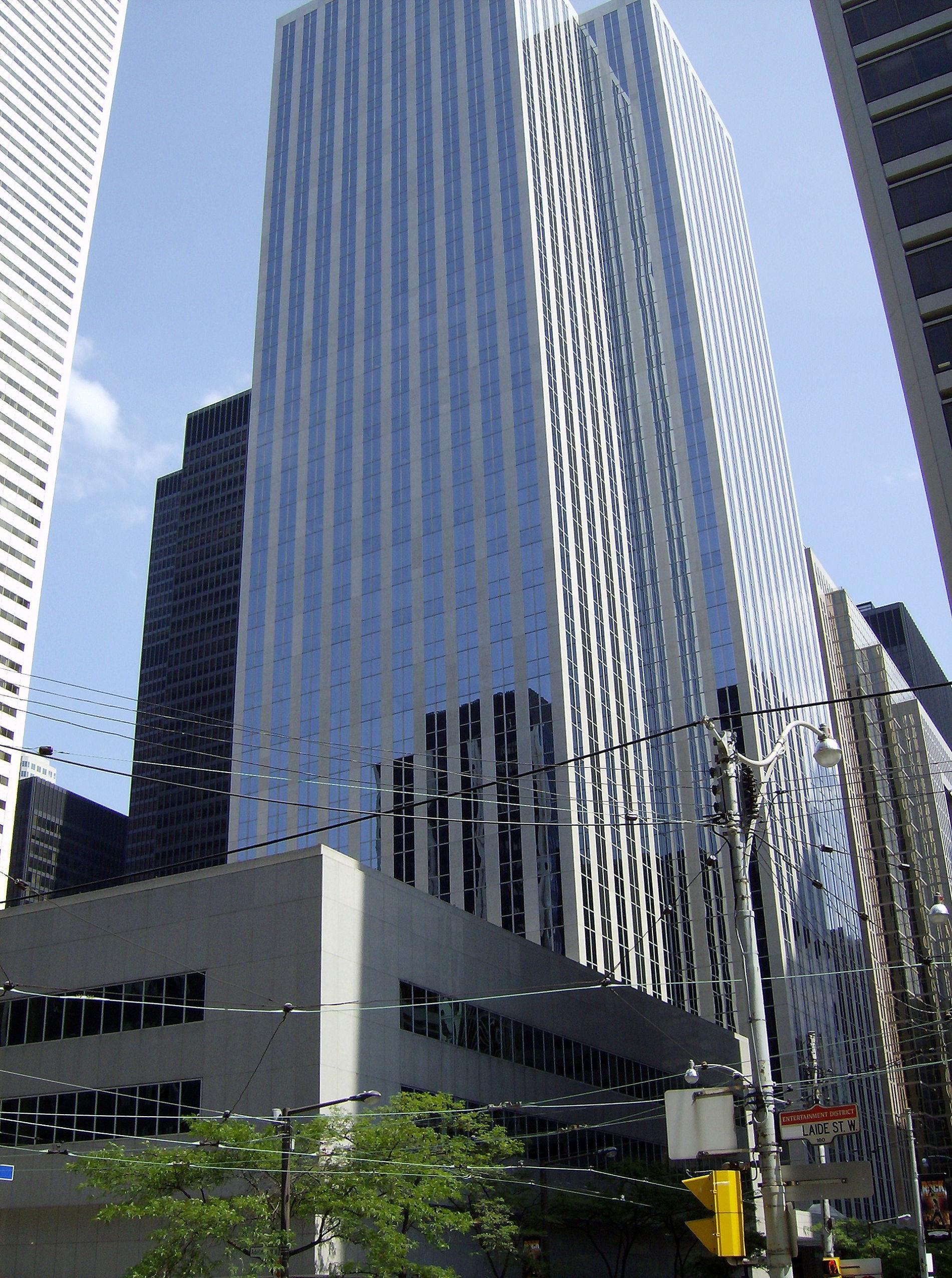
Exchange Tower

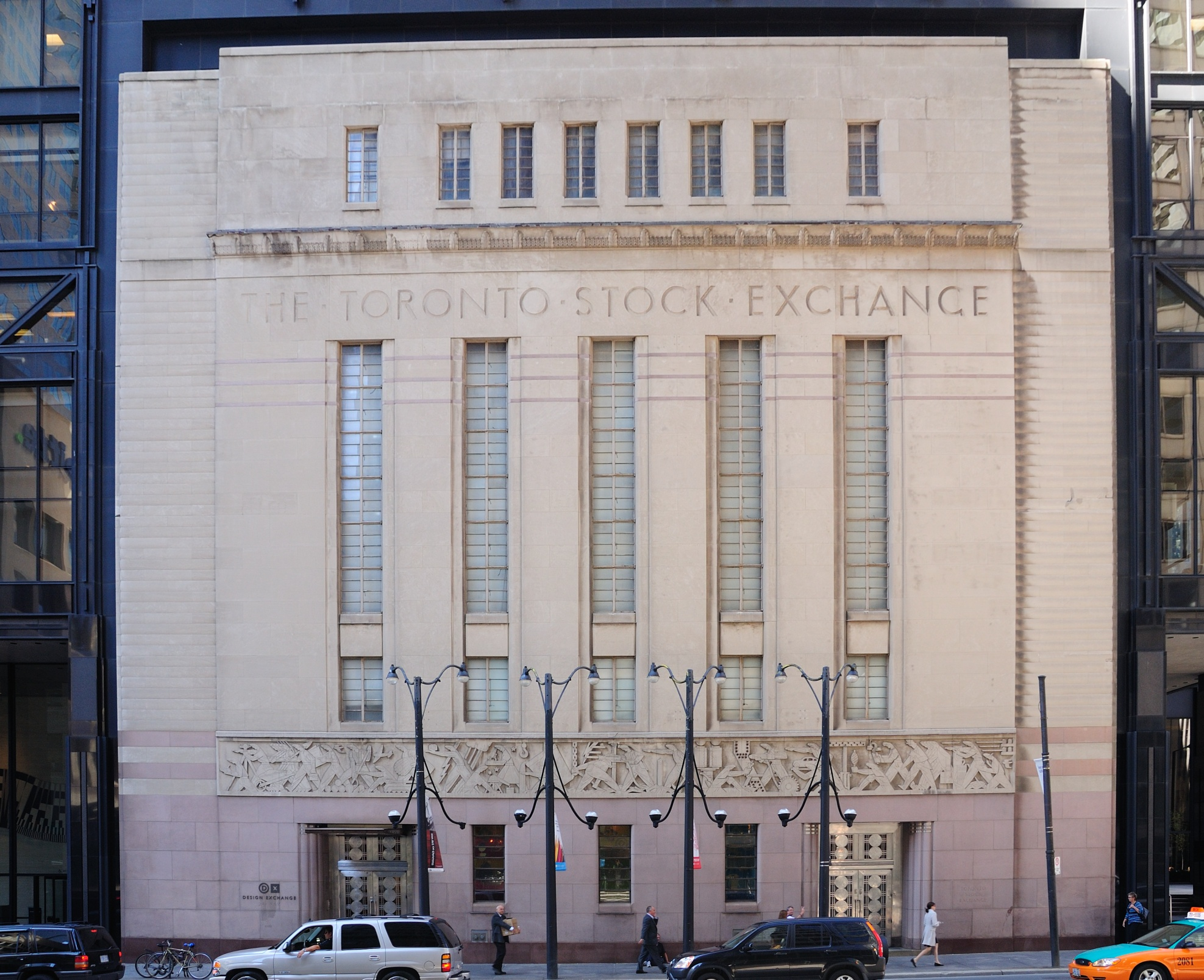
Das alte Börsengebäude, heute in das Toronto-Dominion Centre integriert

Die TSX wuchs beständig in Größe und Anzahl der gehandelten Aktienwerte. Sie schloss im Jahr 1914 kurzzeitig für drei Monate, aus Furcht vor einer finanziellen Panik zu Beginn des Ersten Weltkriegs. 1934 fusionierte sie mit ihrem Hauptkonkurrenten, der auf Bergbau spezialisierten Standard Stock and Mining Exchange. 1977 führte die TSX das computerbasierte Handelssystem CATS ein. 1997 wurde der Parketthandel eingestellt und ganz auf Computerhandel umgestellt. 1999 wurde Barbara G. Stymiest erste weibliche Präsidentin einer nordamerikanischen Börse.

## Indizes
- S&P/TSX Composite Index
- S&P/TSX 60
- S&P/TSX Completion Index

## Handelszeiten
Die Handelszeiten an der TSX sind Werktags von 9:30 bis 16:00 Uhr, der nachbörsliche Handel findet von 16:15 bis 17:00 Uhr statt. An Wochenenden und an Feiertagen ist die Börse geschlossen. 

## TMX Group
Die TMX Group besteht aus:
- Toronto Stock Exchange (TSX), mit 1.516 gelisteten Unternehmen in Toronto.
- TSX Venture Exchange (TSXV, früher: CDNX), mit 2.376 gelisteten Unternehmen. Standort in Calgary.
- Montreal Exchange, Terminbörse in Montreal
- Natural Gas Exchange (NGX)
- Boston Options Exchange, Optionsscheinbörse in Boston
- Candeal
- TMX Equicom - Stellt aktuelle Marktinformationen zur Verfügung.
- TMX Datalinx
- TMX CDCC - Canadian Derivatives Clearing Corporation

TSX und TSX Venture sind von der Financial Conduct Authority als dem UK regulated market vergleichbar anerkannt.

## Gegenwart
Im Jahr 2008 waren an der TSX 3841 Unternehmen gelistet. An der Börse sind alle größeren Banken gelistet: CIBC, Bank of Montreal, Bank of Nova Scotia, Royal Bank of Canada und die Toronto-Dominion Bank. Des Weiteren sind mehrere Energieunternehmen an der Börse gelistet: Air Canada, Cameco Corporation, Canadian Natural Resources Ltd., Canadian Oil Sands Trust, EnCana Corporation, Husky Energy Inc., Imperial Oil Ltd. und Nexen Inc.

## Fusionsplanungen
Im November 2010 hatte die TMX Group bekanntgegeben, 2011 einen Standort in London eröffnen zu wollen.
Im Februar 2011 wurden Planungen für den Zusammenschluss der Toronto Stock Exchange mit der London Stock Exchange bekannt gegeben.
Am 29. Juni 2011 gaben beide Seiten bekannt, dass die bereits getroffene Fusionsvereinbarung hinfällig sei, da die erforderliche Unterstützung seitens der Aktionäre ausgeblieben sei und ein kanadisches Investorenkonsortium ein Gegenangebot vorgelegt habe.